# Ricardo Rozo
Ricardo Rozo, né le 7 septembre 1961, est un entraîneur colombien de football et un ancien footballeur. 

## Carrière
Il est formé dans le club d'El Salitre puis aux Millonarios de Bogota avant de jouer dans plusieurs clubs de deuxième division. 
Il arrête sa carrière en 2000 et devient entraîneur. Il est nommé sélectionneur de l'Équipe de Colombie de football féminin en février 2010. Il est aussi à la tête de la sélection des moins de 20 ans qui termine quatrième de la Coupe du monde de football féminin des moins de 20 ans 2010 en Allemagne.